# Kōnstantinos Fōtī
Kōnstantinos Fōtī (in greco: Κωνσταντίνος Φώτη; Limisso, 1954) è un ex calciatore cipriota, di ruolo centrocampista.

## Carriera
Ha giocato per la nazionale cipriota dal 1983 e il 1985, collezionando 12 presenze e un gol.